# Saison 7 de RIS police scientifique
Chronologie
Saison 6  Saison 8 
Cet article présente le guide des épisodes de la septième saison de la série télévisée française RIS police scientifique.

## Distribution

### Acteurs principaux
- Michel Voïta : Commandant Maxime Vernon
- Anne-Charlotte Pontabry : Katia Shriver
- Stéphane Metzger : Malik Berkaoui
- Coraly Zahonero : Dr Alessandra Joffrin
- Laurent Olmedo : Capitaine Pierre Morand
- Jean-Luc Joseph : Fred Artaud
- Laetitia Fourcade : Émilie Durringer

### Acteurs invités
- Barbara Cabrita : Julie Labro (épisodes 1-2)

## Épisodes

### Épisode 1:En plein cœur
- Titre original : En plein cœur
- Numéros : 73 (7-01)
- Scénariste(s) : Yann Le Gal
- Réalisateur(s) : Éric Le Roux
- Diffusion(s) : 
  -  France : 16 février 2012 sur TF1
- Audience(s) : 6,36 millions (première diffusion, France)
- Invité(es) : Maruschka Detmers, Barbara Cabrita
- Résumé : Un bus explose en pleine rue faisant trois morts et plusieurs blessés. Une bombe dans une sacoche… S'agit-il d'un attentat terroriste ? En réalité, la bombe aurait explosé trop tôt et visait la société Socopic. Tout désigne rapidement une des victimes : Éric Guérault, un employé dont le poste était menacé. L’enquête prend un tout autre tournant lorsque le principal suspect se révèle être le petit ami de Julie. Celle-ci est accusée de complicité. Le capitaine Legrain de la DCRI reprend l’affaire… Les RIS devront redoubler d’efforts pour prouver l’innocence de leur camarade
- Commentaires :

### Épisode 2:Des lendemains sombres
- Titre original : Des lendemains sombres
- Numéros : 74 (7-02)
- Scénariste(s) : Yann Le Gal
- Réalisateur(s) : Eric Le Roux
- Diffusion(s) : 
  -  France : 16 février 2012 sur TF1
- Audience(s) : 6,27 millions (première diffusion, France)
- Invité(es) :
- Résumé :
- Commentaires : Julie Labro (Barbara Cabrita) meurt dans cet épisode.

### Épisode 3:Diamant bleu
- Titre original : Diamant bleu
- Numéros : 75 (7-03)
- Scénariste(s) : Virginie Brami, Franck Calderon, France Corbet
- Réalisateur(s) : Thierry Bouteiller
- Diffusion(s) : 
  -  France : 23 février 2012 sur TF1
- Audience(s) : 5,45 millions (première diffusion, France)
- invité(es) :  Marthe Mercadier (Aude Lantin)
- Résumé :

### Épisode 4:Magie noire
- Titre original : Magie noire
- Numéros : 76 (7-04)
- Scénariste(s) : Fréderika Patard
- Réalisateur(s) : Julien Zidi
- Diffusion(s) : 
  -  France : 23 février 2012 sur TF1
- Audience(s) : 4,84 millions (première diffusion, France)
- Invité(es) : Jacques Boudet (le père de Maxime Vernon)
- Résumé :
- Commentaires :

### Épisode 5:Le Prix d'excellence
- Titre original : Le Prix d'excellence
- Numéros : 77 (7-05)
- Scénariste(s) : Yann Le Gal
- Réalisateur(s) : Hervé Brami
- Diffusion(s) : 
  -  France : 1er mars 2012 sur TF1
- Audience(s) : 6,34 millions (première diffusion, France)
- Invité(es) : Marie Bunel, Fanny Gilles
- Résumé :
- Commentaires :

### Épisode 6:Toile de maître
- Titre original : Toile de maitre
- Numéros : 78 (7-06)
- Scénariste(s) : Sophie Baren, Yann Le Gal
- Réalisateur(s) : Julien Zidi
- Diffusion(s) : 
  -  France : 1er mars 2012 sur TF1
- Audience(s) : 5,4 millions (première diffusion, France)
- Invité(es) : Margaux Van den Plas, Didier Cauchy
- Résumé :
- Commentaires :

### Épisode 7:Taxi de nuit
- Titre original : Taxi de nuit
- Numéros : 79 (7-07)
- Scénariste(s) : Yann Le Gal
- Réalisateur(s) : Claire de la Rochefoucauld
- Diffusion(s) : 8 mars 2012 sur TF1
  -  France : sur TF1
- Audience(s) : 6,5 millions (première diffusion, France)
- Invité(es) :
- Résumé :
- Commentaires :

### Épisode 8:Coup de feu
- Titre original : Coup de feu
- Numéros : 80 (7-08)
- Scénariste(s) : Yann Le Gal - Ingrid Desjours
- Réalisateur(s) : Claire de la Rochefoucauld
- Diffusion(s) : 8 mars 2012 sur TF1
  -  France : sur TF1
- Audience(s) : 5,5 millions (première diffusion, France)
- Invité(es) :
- Résumé :
- Commentaires :